# Alexandre Marsoin
Alexandre Marsoin (ur. 25 marca 1989 w Saint-Brieuc) – francuski kierowca wyścigowy.

## Kariera
Marsoin rozpoczął karierę w wyścigach samochodowych w 2005 roku, od startów w Hiszpańskiej Formule Renault Campus France. W ciągu 14 wyścigów uzbierał tam 62 punkty. Pozwoliło to mu uplasować się na 8 pozycji w klasyfikacji generalnej. Rok później pokazał się już w mistrzostwach Francuskiej Formuły Renault. Stanął tam po raz pierwszy w karierze na podium. Sezon ukończył na 12 pozycji. W 2007 roku odgrywał już w tych mistrzostwach jedną z najważniejszą ról. 2 zwycięstwa i 6 podium dało mu trzecie miejsce w ostatecznej klasyfikacji. Równolegle występował w Europejskim Pucharze Formuły Renault 2.0, gdzie był czternasty. 
W 2008 roku Alexandre rozpoczął starty w prestiżowej Formule Renault 3.5. W pierwszym sezonie startów przejechał 17 wyścigów w bolidzie ekipy Epsilon Euskadi. Z dorobkiem 17 punktów został sklasyfikowany na 19. miejscu w klasyfikacji generalnej. Rok później wystąpił w zaledwie jednej rundzie (na torze Circuit de Spa-Francorchamps) z zespołem Comtec Racing.

## Statystyki
| Sezon | Seria                                 | Zespół             | Wyścigi | Zwycięstwa | PP | NO | Podium | Punkty | Pozycja |
| ----- | ------------------------------------- | ------------------ | ------- | ---------- | -- | -- | ------ | ------ | ------- |
| 2005  | Formula Renault Campus France         |                    | 14      | 0          | 0  | 0  | 0      | 62     | 8       |
| 2006  | Francuska Formuła Renault             | Epsilon Sport      | 13      | 0          | 0  | 1  | 1      | 26     | 12      |
| 2006  | Europejski Puchar Formuły Renault 2.0 | SG Formula         | 2       | 0          | 0  | 0  | 0      | 0      | NS      |
| 2007  | Francuska Formuła Renault             | SG Formula         | 13      | 2          | 0  | 1  | 6      | 84     | 3       |
| 2007  | Europejski Puchar Formuły Renault 2.0 | SG Drivers Project | 14      | 0          | 0  | 0  | 0      | 25     | 14      |
| 2008  | Formuła Renault 3.5                   | Epsilon Euskadi    | 17      | 0          | 0  | 0  | 0      | 17     | 19      |
| 2009  | Formuła Renault 3.5                   | Comtec Racing      | 1       | 0          | 0  | 0  | 0      | 0      | NS      |
| 2009  | Formuła 3 Euroseries                  | SG Formula         | 4       | 0          | 0  | 0  | 0      | 0      | 32      |
| 2009  | Masters of Formula 3                  | SG Formula         | 1       | 0          | 0  | 0  | 0      | N/A    | 27      |

## Wyniki w Formule Renault 3.5
| Legenda oznaczeń w tabelach wyników Wyświetl szablon na nowej stronie | Legenda oznaczeń w tabelach wyników Wyświetl szablon na nowej stronie                                                                     |
| Oznaczenie                                                            | Wyjaśnienie |
| --------------------------------------------------------------------- | --- |
| Złoty                                                                 | Zwycięzca lub mistrzostwo |
| Srebrny                                                               | 2. miejsce lub wicemistrzostwo |
| Brązowy                                                               | 3. miejsce lub II wicemistrzostwo |
| Zielony                                                               | Ukończył, punktował (w klasyfikacji generalnej, gdy zdobył co najmniej jeden punkt na przestrzeni sezonu, poza trzema powyższymi opcjami) |
| Niebieski                                                             | Ukończył, nie punktował (w klasyfikacji generalnej, gdy nie zdobył co najmniej jednego punktu na przestrzeni sezonu)                      |
| Czerwony                                                              | Nie zakwalifikował się (NZ) |
| Czerwony                                                              | Nie prekwalifikował się (NPK) |
| Różowy                                                                | Nie ukończył (NU) |
| Różowy                                                                | Niesklasyfikowany (NS) (w klasyfikacji generalnej, gdy nie został sklasyfikowany w żadnym wyścigu sezonu)                                 |
| Czarny                                                                | Zdyskwalifikowany (DK) |
| Czarny                                                                | Wykluczony (WYK/EX) |
| Biały                                                                 | Nie wystartował (NW) |
| Biały                                                                 | Kontuzjowany (K/INJ) |
| Biały                                                                 | Wyścig odwołany (OD/C) |
| Bez koloru                                                            | Został wycofany (WYC/WD) |
| Bez koloru                                                            | Nie przybył (NP/DNA) |
| Bez koloru                                                            | Nie brał udziału w treningach (NT/DNP) |
| Bez koloru                                                            | Nie został zgłoszony (–) |
| Pogrubienie                                                           | Start z pole position |
| Kursywa                                                               | Najszybsze okrążenie wyścigu |
| †                                                                     | Nie ukończył, ale jego rezultat został zaliczony ze względu na przejechanie więcej niż 90% dystansu wyścigu.                              |
| *                                                                     | Sezon w trakcie |
| 1/2/3                                                                 | Punktowana pozycja w sprincie kwalifikacyjnym                                                                                             |
| Lista systemów punktacji Formuły 1                                    | |

| Rok  | Zespół          | Wyniki w poszczególnych eliminacjach | Wyniki w poszczególnych eliminacjach | Wyniki w poszczególnych eliminacjach | Wyniki w poszczególnych eliminacjach | Wyniki w poszczególnych eliminacjach | Wyniki w poszczególnych eliminacjach | Wyniki w poszczególnych eliminacjach | Wyniki w poszczególnych eliminacjach | Wyniki w poszczególnych eliminacjach | Wyniki w poszczególnych eliminacjach | Wyniki w poszczególnych eliminacjach | Wyniki w poszczególnych eliminacjach | Wyniki w poszczególnych eliminacjach | Wyniki w poszczególnych eliminacjach | Wyniki w poszczególnych eliminacjach | Wyniki w poszczególnych eliminacjach | Wyniki w poszczególnych eliminacjach | Punkty | Pozycja |
| ---- | --------------- | ------------------------------------ | ------------------------------------ | ------------------------------------ | ------------------------------------ | ------------------------------------ | ------------------------------------ | ------------------------------------ | ------------------------------------ | ------------------------------------ | ------------------------------------ | ------------------------------------ | ------------------------------------ | ------------------------------------ | ------------------------------------ | ------------------------------------ | ------------------------------------ | ------------------------------------ | ------ | ------- |
| 2008 | Epsilon Euskadi | ITA                                  | ITA                                  | BEL                                  | BEL                                  | MON                                  | GBR                                  | GBR                                  | HUN                                  | HUN                                  | DEU                                  | DEU                                  | FRA                                  | FRA                                  | PRT                                  | PRT                                  | ESP                                  | ESP                                  | 17     | 19      |
| 2008 | Epsilon Euskadi | 14                                   | NU                                   | 6                                    | 7                                    | 20                                   | 17                                   | 25                                   | 17                                   | 6                                    | NU                                   | 16                                   | 11                                   | 10                                   | 20                                   | 16                                   | 9                                    | 15                                   | 17     | 19      |
| 2009 | Comtec Racing   | CAT                                  | CAT                                  | BEL                                  | BEL                                  | MON                                  | HUN                                  | HUN                                  | GBR                                  | GBR                                  | FRA                                  | FRA                                  | PRT                                  | PRT                                  | DEU                                  | DEU                                  | ARA                                  | ARA                                  | 0      | NS      |
| 2009 | Comtec Racing   | -                                    | -                                    | NU                                   | NW                                   | -                                    | -                                    | -                                    | -                                    | -                                    | -                                    | -                                    | -                                    | -                                    | -                                    | -                                    | -                                    | -                                    | 0      | NS      |